# Komplementhus
Ett komplementhus är enligt fastighetstaxeringslagen och Skatteverkets rättsliga vägledning en mindre byggnad som står i ett funktionellt samband med ett småhus på en småhusenhet. Ett komplementhus kan vara ett garage, ett förråd eller annan mindre byggnad. Komplementhuset kan vara sammanbyggt med ett småhus, men det får inte finnas en inre dörr mellan ett komplementhus och ett småhus. Om man kan gå direkt från ett småhus till ett biutrymme genom en dörr är biutrymmet inte ett komplementhus utan en del av småhuset.
Komplementhus och det värdefullaste småhuset på en tomt bör ingå i samma värderingsenhet. Andra byggnader än småhus och komplementbyggnader kan inte ingå i en småhusenhet.
Gränsdragningen mellan småhus eller komplementhus avgörs av byggnadens funktion. En mindre byggnad räknas som småhus om den större delen av byggnadens värde beror på att man kan bo i den. Detta gäller även om en mindre byggnad inte självständigt kan vara bostad för en familj, om byggnaden ligger på samma tomt som ett värdefullare småhus och de två husen tillsammans kan anses utgöra en bostad. Därför kan en gäststuga anses vara ett mindre småhus i stället för ett komplementhus.
Förekomsten av komplementhus avgör skillnaden mellan radhus och kedjehus. Är minst tre småhus direkt sammanbyggda med varandra i ytterväggarna är de ett radhus. Är flera småhus sammankopplade av komplementhus (vanligen garage) är de ett kedjehus.